# Pentru cine bat clopotele (film)
Pentru cine bat clopotele (în engleză For Whom the Bell Tolls) este un film Technicolor din 1943 bazat pe romanul cu același nume al lui Ernest Hemingway. Rolurile principale au fost interpretate de Gary Cooper, Ingrid Bergman, Akim Tamiroff și Katina Paxinou. Acesta a fost primul film technicolor al lui Ingrid Bergman. Hemingway i-a ales personal pe Cooper și Bergman pentru rolurile principale. Scenariul a fost scris de Dudley Nichols, iar filmul a fost regizat de Sam Wood. Filmul s-a aflat în topul vânzărilor la box-office-ul american din 1943, aducând încasări de 11 milioane $. El a fost nominalizat pentru nouă premii Oscar, câștigând unul.

## Distribuție
- Gary Cooper - Robert Jordan
- Ingrid Bergman - María
- Akim Tamiroff - Pablo
- Arturo de Córdova - Agustín
- Vladimir Sokoloff - Anselmo (ghidul)
- Mikhail Rasumny - Rafael (țiganul)
- Fortunio Bonanova - Fernando
- Eric Feldary - Andrés (curierul către gen. Golz)
- Victor Varconi - Primitivo
- Katina Paxinou - Pilar
- Joseph Calleia - El Sordo
- Lilo Yarson - Joaquin
- Alexander Granach - Paco
- Adia Kuznetzoff - Gustavo
- Leonid Snegoff - Ignacio
- Duncan Renaldo - locotenentul  Berrendo (ofițer naționalist care-i urmărea pe rebeli)

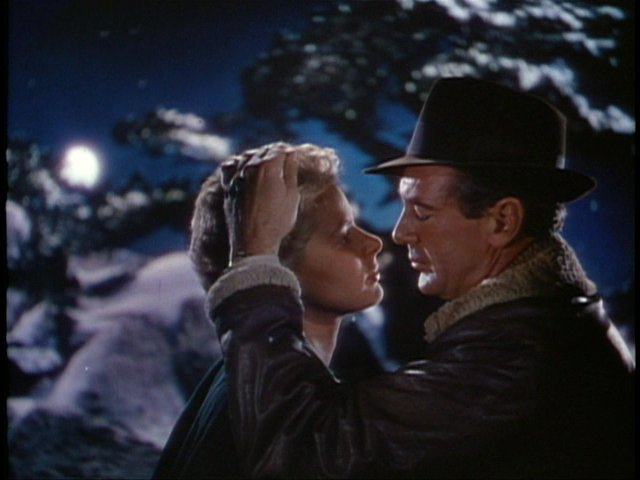
Ingrid Bergman și Gary Cooper în Pentru cine bat clopotele.

## Restaurare
Filmul a fost lansat inițial într-un format roadshow de 170 minute (fără pauze). Pentru relansare, el a fost redus la 134 minute și nu a fost vizionat integral până la sfârșitul anilor 1990, când a fost restaurat după materialele din arhivă la 168 de minute. Această versiune restaurată este cea care a fost lansată pe DVD.

## Premii
Filmul a câștigat Premiul Oscar pentru cea mai bună actriță în rol secundar (Katina Paxinou) și a fost nominalizat la premiile Oscare pentru cel mai bun actor (Gary Cooper), cel mai bun actor în rol secundar (Akim Tamiroff), cea mai bună actriță (Ingrid Bergman), cele mai bune decoruri în culori (Hans Dreier, Haldane Douglas, Bertram C. Granger), cea mai bună imagine color, cel mai bun montaj, cea mai bună melodie originală și cel mai bun film.

## Alte versiuni
A existat o versiune radiofonică difuzată de Lux Radio Theater la 11 februarie 1945, care a păstrat distribuția principală din film: Gary Cooper, Ingrid Bergman și Akim Tamiroff.

## Reacția lui Hemingway
În ciuda succesului financiar al filmului și al câștigării unui premiu Oscar, lui Hemingway nu i-a plăcut filmul, din cauza eliminării conținutului politic prezent în carte.